# Erik Wielenberg
Erik J. Wielenberg (nacido el 11 de marzo de 1972) es autor y profesor de filosofía de la Universidad DePauw en Greencastle, Indiana.
Como ateo, Wielenberg defiende el realismo moral no teísta.

## Publicaciones
- Value and Virtue in a Godless Universe, Cambridge University Press, 2005, ISBN 978-0-521-60784-1.[4]
- God and the Reach of Reason: C.S. Lewis, David Hume, and Bertrand Russell, Cambridge University Press, 2008, ISBN 978-0-521-70710-7.[1]
- New Waves in Philosophy of Religion con Yujin Nagasawa. Palgrave Macmillan, 2008, ISBN 978-0-230-22385-1.[5]
- A Debate on God and Morality: What is the Best Account of Objective Moral Values and Duties? con William Lane Craig, editado por Adam Lloyd Johnson. Routledge, 2020, ISBN 978-0-367-13565-2.[6]